# Hypoestes calycina
Hypoestes calycina är en akantusväxtart som beskrevs av Raymond Benoist. Hypoestes calycina ingår i släktet Hypoestes och familjen akantusväxter. Inga underarter finns listade i Catalogue of Life.